# Информационная экономика
Информационная экономика:
1. Экономическая теория информационного общества.
2. Направление в экономике, изучающее влияние информации на экономические решения.
3. Характеристика развития современной цивилизации.

Информационная экономика — термин, используемый для обозначения двух понятий. Во-первых, информационная экономика есть современная стадия развития цивилизации, которая характеризуется преобладающей ролью творческого труда и информационных продуктов. Во-вторых, информационная экономика — это экономическая теория информационного общества.
"Информационная экономика как образовательная дисциплина изучает закономерности использования информационных факторов как компонентов экономической системы…Информационное общество, дающее каждому человеку колоссальное энергетическое и информационное могущество, с остротой обнажило истину, к которой человечество приближалось веками: нравственные принципы, по крупицам собранные и выстраданные ведущими религиями мира (не укради, не убий, возлюби ближнего и т. д.), являются не только теологическими доктринами, но и фундаментальными принципами организации экономической жизни современного общества. Озаренные мудростью пророков законы общественного устройства (в частности, называемый золотым правилом, или Законом Любви, принцип, «поступай с другими так, как хочешь, чтобы поступали с тобой») не менее объективны, чем так называемые физические законы (например, закон Всемирного тяготения). Лишь сегодня, на пороге информационного общества, человечество доросло до законов, оставленных ему много веков назад как бы «на вырост». Леонид Григорьевич Мельник // Информационная экономика. — г. Сумы, Украина, ИТД «Университетская книга», 2003. — 288 с. — Корнейчук Б. В. Информационная экономика. Учебное пособие.-СПб.:Питер, 2006. — 400 с.
Сегодня существует разная интерпретация термина информационная экономика, что естественно влияет на формулирование её целей и задач. На Западе информационную экономику склонны рассматривать как часть науки экономики, относящуюся к работе с информацией, а также компьютерную индустрию. Но это, по сути, то же самое, что считать «индустриальную экономику» частью аграрного уклада. В результате, вся мощь компьютерной индустрии направлена на сферу развлечений и автоматизацию экономических процессов традиционного «индустриального» уклада, что на деле показывает сегодня незначительный экономический эффект, особенно в сфере занятости населения. Вместе с тем, концепция перехода к 6-7 технологическому укладу предусматривает создание рабочих мест, мало связанных с реальным производством, а больше — с производством информации и знаний. Поэтому термин «информационная экономика» необходимо воспринимать как переход к другому укладу общественных отношений, обусловленному изменением характера труда и развитием производительных сил (средств производства и социума).

## Информационная экономика как наука
Информационная экономика (правила хозяйствования в постиндустриальном обществе) — направление в экономических науках, исследующая хозяйственную деятельность человека, которая предусматривает широкое применение информации в виде знаний (информационных технологий) в процессах общественного производства, распределения и потребления общественных благ.
В. Г. Афанасьев определял информацию как отражение действительности, повышающее эффективность экономики в результате доступа к знаниям по рациональному использованию ресурсов, поскольку «невозможно точно спрогнозировать и предугадать постоянное изменение 3-х параметров: изменение индивидуальных потребностей, изменение индивидуальных возможностей потребителей и производителей и изменение предложений товаров». Технологии, обрабатывающие информацию, составляют основу фактора устранения неопределенности при принятии решений.
Особенностью информационных технологий есть возможность многократного «потребления» одной и той же информации неограниченным числом субъектов — в процессе потребления она не разрушается и не изнашивается. Информационная технология является средством труда, выступая орудием обработки информации.
В. Л. Тамбовцев анализировал особенности информации как ресурса, как продукта, как товара. Для потребителя информацией является только та, что воспринята, понятна ему и полезна.
Д. Гэлбрейт в 1967 году отметил, что по результату его исследований доминирующим фактором создания стоимости в экономике становятся знания, а не капитал. Одновременно с ним к подобному выводу пришёл и Д. Бэлл. У французского социолога А. Турена главные аспекты информационного общества — нововведения как результат инвестиций в науку и технику, управление как использование сложных систем информации и коммуникаций.
Главные задачи информационной экономики:
- На макроуровне — это выбор направления хозяйственного развития в рамках происходящих глобальных процессов, что определяется способностью хозяйственной энергии общества двигаться к новым внешним ресурсам и качественным трансформациям своей структуры. Более широко это выглядит как развитие ноосферы в результате эволюционного взаимодействия её составляющих: техносферы, антропосферы и социосферы.
- На микроуровне — создание субъектами предпринимательства алгоритмов хозяйствования, направленных на получение хозяйственной энергии внешней среды и трансформацию её в виде работы и создание рабочих мест.

В качестве примера можно привести реализацию информационно-экономического взаимодействия на базе информационно-маркетинговой сети стран СНГ, в которой функция макроуровня реализуется в виде факта обусловленного и соотнесенного во времени по созданию информационных обществ, электронных министерств, электронных регионов, электронных групп по интересам, а функция микроуровня реализуется через электронный офис участника сети.

## Информационная экономика как процесс
Особенностью информационной экономики является направленность на массовость и глобальный характер хозяйственного взаимодействия, а также распределения созданных благ среди потребителей в глобальном масштабе. В отличие от традиционных методов хозяйствования общепринятой экономики, основанных на менеджменте и рыночной модели ведения бизнеса (на основе схемы «спрос — предложение»), информационная экономика базируется на месседжменте, инновационном предпринимательстве, информационном инжиниринге и автоформализации (автоструктурировании) экономических процессов.
Стадии развития информационной экономики:
1. Проникновение информационных технологий в производство.
2. Массовое внедрение информационных технологий и преобладание стандартизированных систем.
3. Превышение производительности в сфере производства информации и информационных технологий над другими отраслями.
4. Переход к преобладающему производству информации и знаний.

### Система информационной экономики
Под системой информационной экономики понимается система хозяйственной деятельности, в которой реализована функция взаимно-однозначного, непрерывного предпринимательского взаимодействия, обратное к которому тоже непрерывно. Взаимно-однозначность, непрерывность и наличие обратных функций обеспечивает правовую идентификацию элементов, процессов и их арбитраж. Аналогами таких систем сегодня являются платежные системы Visa/MasterCard, системы интернет-трейдинга и пр.
Система строится на базе телекоммуникационных сетей, включая Интернет, на платформе «облачных вычислений», что обеспечивает массовый формат электронного экономического взаимодействия на глобальном уровне. Система информационной экономики характеризуется наличием динамически меняющихся связей, структурированных по видам экономической деятельности и обусловленных включением в систему то одних, то других элементов. При этом соблюдается условие сохранения преемственности между элементами и типами связей для обеспечения целостности правового поля.
Система информационной экономики состоит из единиц, самогруппирование которых происходит по типам связей, соотнесенных к потребностям в ресурсах и информации. Единицы системы могут образовывать группы по интересам, электронные товаропроводящие сети и другие различные электронные бизнес-мозаики экономического взаимодействия.
Каждая единица является системой с горизонтальной структурой, что обеспечивает возможность самостоятельной структуризации экономических процессов в неиерархической (нежёсткой), слабосвязанной среде. Система «экономической цифры» состоит из информационных ресурсов, определяющих её визуальное представление в информационном пространстве, ячеек управления состоянием и связями. Единица является нейроном, функционирующим в системе информационной экономики, и непосредственно влияет на постоянно изменяющуюся структуру, формируя её «информационный ландшафт».
Любая система информационной экономики в зависимости от процессов, происходящих в ней в рамках места, событий и времени, характеризуется тремя параметрами:
- по особенностям состава элементов,
- по их числу,
- по структуре, то есть по типу связей, объединяющих элементы.

Под элементом здесь понимается электронная единица, связанная с субъектом хозяйствования, отображающая его характеристики и обеспечивающая возможность осуществления электронного экономического взаимодействия (то есть формального построения «алгебры» взаимодействия).
Система информационной экономики взаимосвязана с системой реального хозяйствования, обеспечивая последнюю структурированным отображением происходящих фактов (событий) и их эмпирическим обобщением в разрезе места, времени, видов деятельности и обстоятельств.